# Resist (Kosheen)
Resist è il primo album in studio del gruppo musicale britannico Kosheen, pubblicato nel 2001.

## Tracce
1. Demonstrate – 0:26
2. Hide U – 4:12
3. Catch – 3:21
4. Cover – 3:48
5. Harder – 4:17
6. (Slip & Slide) Suicide – 3:34
7. Empty Skies – 4:11
8. I Want It All – 5:05
9. Resist – 4:45
10. Hungry – 5:25
11. Face in a Crowd – 3:42
12. Pride – 4:01
13. Cruelty – 4:05
14. Let Go – 4:19
15. Gone – 3:37
16. Hide U (John Creamer & Stephane K Remix Radio Edit) – 3:37

## Formazione
- Sian Evans
- Markee Ledge
- Darren Decoder